# Vincenzo Marcellusi
Vincenzo Marcellusi (Cellino Attanasio, 19 marzo 1886 – Chieti, 7 agosto 1962) è stato un poeta italiano.
Compiuti gli studi medi a Teramo, si laureò in lettere e filosofia presso l'Università La Sapienza di Roma. Successivamente studiò giurisprudenza prima presso l'Università di Camerino e poi presso quella di Bologna, dove si laureò il 30 aprile del 1921. Si stabilì a Chieti nel 1922 e vi esercitò l'avvocatura. Si sposò con Vittoria Obletter.
Nel 1920 pubblicò la tragedia Nadeida, che venne musicata da Francesco Marcacci e fu rappresentata a Roma l'11 luglio 1921 al Teatro Adriano  
Fece parte del cenacolo del poeta crepuscolare Sergio Corazzini e divenne amico di Guido Gozzano. Compì le sue prime esperienze letterarie collaborando alla rivista La vita letteraria, pubblicando liriche dei simbolisti d'oltralpe. Oltre che dai simbolisti francesi, la sua poesia venne influenzata da Pascoli e da D'Annunzio.
Nel 1942 pubblicò a Chieti, i Poemi occidentali che raccolgono le liriche della maturità.
A lui è stata recentemente dedicata dal Comune una strada primaria nel centro del paese che gli dette i natali